# Ophthalmis melata
Ophthalmis melata là một loài bướm đêm trong họ Noctuidae.